# Faktor nádorové nekrózy

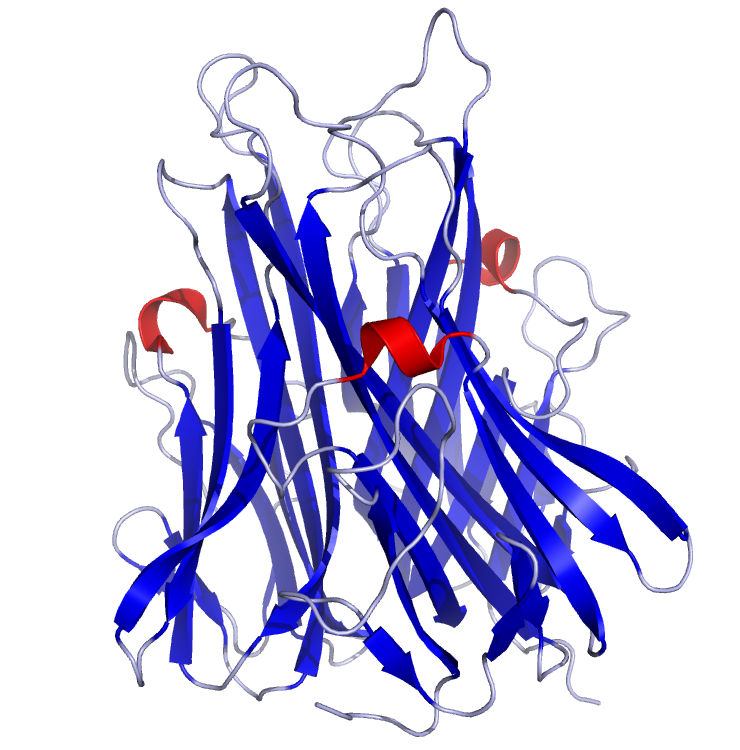
TNFα

Faktor nádorové nekrózy (též TNF z anglického tumor necrosis factor, tedy „faktor způsobující nekrózu nádorů“) je skupina cytokinů (tedy jistých signálních látek imunitního systému).
TNF vzniká především ve specifických jednojaderných bílých krvinkách označovaných jako makrofágy, nejčastěji jako reakce na bakteriální či jinou infekci, nádorové bujení a podobně. Tvorba TNF bývá podporována účinky interleukinů. TNF je mimo jiné schopen navodit buněčnou smrt nádorových buněk.
Existují dva základní typy TNF, a to TNF-α (produkován zejména makrofágy) a TNF-β (tzv. lymfotoxin, produkován různými T-lymfocyty). Do superrodiny TNF však bývají také řazeny např. FAS ligand nebo 4-1BB ligand. Vážou se na TNF receptor, jímž je transmembránový protein, který je schopen navodit v cílové buňce kaskádu chemických reakcí směřujících zejména k apoptóze.